# Tullockov paradoks
Tullockov paradoks (engl. Tullock paradox) ime je za ekonomski paradoks koji je po prvi put bio opisao ekonomista javnog izbora Gordon Tullock, gdje je je primijetio nisku cijenu koju plaćaju muktaši u odnosu na ekonomsku korist koju muktaši dobivaju od svojih traženja (eng. rent seeking) Na primjer, ako postoje neke interesne skupine unutar društva koje traže ustupke na nekom polju recimo kao manji porez, porezne olakšice, poticaji ili slično tada takvima je moguće podmititi ili potaknuti političare da naprave te ustupke recimo prilikom izbornih kampanja ne bi li glasačko tijelo za njih stavili u poziciju moći. Prema Tullockovom paradoksu interesne skupine ne moraju izdvojiti mnogo sredstava, I navodno prema istraživanjima koje je Gordon Tullock napravio a druga istraživanje su potvrdila, muktašima je dovoljno izdvojiti samo 1% od cijene cjelokupne koristi koji bi oni dobili s tim novim ustupcima ili privilegijama. Zbog velike razlike između dobiti i cijene ovaj ustupak je od iznimne koristi muktašima, a cjelokupni trošak ili ekonomski teret snosi ostatak društva.

## Mehanizam
Postoje tri različita objašnjenja zbog čega nastaje Tullockov paradoks:
1. Političari ne mogu se puno cijenkati s muktašima, jer političari koji pitaju velike plaće ili velike ustupke (mito) bivaju kažnjeni od biračkog tijela koji nije više voljni glasovati za podmitljive osobe.

1. Postoji mnogo političara koji su željni davati ustupke onima koji traže ustupke, i zbog velikog nadmetanja između političara i političih stranaka, muktašima je moguće dobiti ustupak za nižu cijenu nego što bi trebali inače platiti

1. Zbog niskog povjerenja između onih koji traže usluge i političara, otvorenosti medija i socijalnih medija, te zbog niske razine transparencije takvih dogovora. Zbog lake mogućnosti da se ugovor raskine ili s jedne ili s druge strane snižava cijenu koju političari mogu pitati s obavljanje svoje usluge prema interesnim skupinama.

## Srodni članci
- Problem muktašenja